# 札幌乙女ごはん。
『札幌乙女ごはん。』（さっぽろおとめごはん）は、松本あやかによる日本の漫画作品。2017年にテレビアニメ放送。
北海道の出版社エアーダイブより発行の、北海道限定のグルメマンガ冊子という形態で発売、主人公は札幌在住アラサー独身OLで、グルメ情報誌という形態をとりながらも恋や仕事といったストーリーも重視されている。B級グルメが登場することも少なくない。2014年にはJTBパブリッシングの旅行ガイドブック『るるぶ』に冊子2巻セット版を発売。2016年には札幌PARCOとのコラボも開催。

## 登場人物
小田早織（おだ さおり）
声 - 石井しおり → 田辺桃菜（第2期 - ）
旅行会社勤務。29歳→31歳（2巻）。6年間付き合っていた彼氏に突如フラれ独り身。彼氏いない歴11ヶ月。
佐野 夏子（さの なつこ）
声 - 柴田平美
WEBデザイナー。29歳。姉御肌。早織の高校時代からの親友。彼氏いない歴5年。
関 このみ（せき このみ）
声 - 中野涼子 → 長谷川玲奈（第3期）
歯科助手。27歳→28歳。小悪魔。早織の高校時代の後輩。
杉原 亨（すぎはら とおる）
声 - 中村剛大
早織の上司。33歳。企画課チーフ。真面目で厳しい。
須藤 友樹（すどう ともき）
声 - 八木隆太郎
新人システムエンジニア。23歳。イマドキ草食系男子。
貫井 俊郎（ぬくい としろう）
声 - 加藤寛
フードライター。35歳。独身であったが結婚予定。
カズヤ
声 - 福本義久
このみの男友達のひとり。
梅野 亮平（うめの りょうへい）
声 - 福本義久
コミック版第2巻より登場。

## 紹介店舗・観光
全て掲載当時。
第1巻
- 弟子屈ラーメン ラーメン横丁店
- 醸造'S BAR the WINE CLUB（現在閉店）
- 札幌もいわ山ロープウェイ
- カラオケMash
- nORBESA

第2巻
- 生ラムジンギスカン 山小屋
- るるぶ情報版
- 個室中華店酒屋 香香厨房
- ポッカサッポロ北海道 リボンナポリン
- 定山渓鶴雅リゾートスパ 森の謌

第3巻
- やきとり専門店 串鳥 札幌駅前店
- さっぽろグルメクーポン
- BAR STARS 2003
- サッポロビール博物館
- 4丁目プラザ

第4巻
- 京王プラザホテル札幌「ポピンズ」さっぽろチーズワイナリー
- 石屋製菓 白い恋人パーク
- 雪印メグミルク ソフトカツゲン

第5巻
- お好み焼き・焼そば 風月 狸小路2丁目店
- 宮越屋珈琲 THE CAFE
- 雪ミク
- CAFE YOSHIMI

書き下ろし
- 焼肉 徳寿
- フィットネスクラブ ライフステージ
- poroco
- 果実倶楽部818
- すしほまれ

コミックス第2巻
- 炙屋 総本店
- マルちゃんカップ焼そば やきそば弁当
- セイコーマート HOT CHEF カツ丼
- STEAK&HUMBURG ひげ
- さっぽろテレビ塔
- AIRDO
- 札幌グランドホテル
- ろまん亭 澄川本店
- BISTRO 晴 TERRACE
- サザエ
- 焼き立てパンの店 DONGURI
- 雪印パーラー

コミックス第3巻
- 北海道産酒BAR かま田
- 松尾ジンギスカン
- 丸美珈琲店
- 札幌スープカレー すあげプラス-suage+-
- SAPPORO SOFT
- さっぽろ西町 ハム工房
- みよしの
- 北菓楼 札幌本館
- バル エスパーニャ
- 鉄板焼 やまなみ
- さっぽろテレビ塔
- 定山渓万世閣ホテルミリオーネ
- Amuse Sports 定山渓豊平川カヌー
- J・glacée
- ロケール定山渓
- 定山渓ネイチャー ルミナリエ
- ワイルドムスタングス

## 雑誌情報
漫画情報誌版
- 第1巻 2013年11月11日発売
- 第2巻 春と恋とジンギスカン 2014年5月29日発売
- 第3巻 夏の恋にカンパイ！ 2014年7月31日発売
- 第4巻 甘くて切ない秋の恋 2014年12月20日発売
- 第5巻 冬の恋は冷めないうちに 2015年3月19日発売
- 特別番外編 美食の秋のまち歩き 『さっぽろオータムフェスト2015』配布
- 札幌PARCO×札幌乙女ごはん。 コラボキャンペーン配布

コミックス版
Dybooksより発売。A5判サイズ。
- 第1巻 2015年12月11日発売。ISBN 978-4-907436-05-6
- 第2巻 2017年6月30日発売。ISBN 978-4-907436-07-0
- 第3巻 2018年10月19日発売。ISBN 978-4-907436-09-4

## アニメ
2017年4月より北海道ローカル局放送の約2分の短編作品。コミックに声を充てたピクチャードラマ風で、実在の北海道の店舗が登場しており、店舗や背景など実写映像を取り入れている。キャストは全員UHBアナウンサーが担当。第2期が2018年7月より、第3期が2019年9月より放送。
2019年8月9日より、北海道専門Webメディア「SASARU」にて、過去の放送アーカイブの配信が開始された。

### スタッフ
- プロデューサー - 阿部重人、倉田彩加
- 演出 - 鈴木謙太郎、金林里奈、小寺沙采
- 音響効果 - 桒重雄介
- 音楽 - 新田あつこ
- 制作著作 - 北海道文化放送
- 制作協力 - 札幌市映像制作助成金、札幌フィルムコミッション、

### 各話リスト
| 話数   | サブタイトル                          | 紹介店                                                 | 放送日         |
| 第1期  | 第1期                                 | 第1期                                                  | 第1期          |
| ------ | ------------------------------------- | ------------------------------------------------------ | -------------- |
| 第1話  | 失恋ラーメン                          | Brooklyn Parlor SAPPORO 弟子屈ラーメン 札幌発寒店      | 2017年 4月12日 |
| 第2話  | 春と恋とジンギスカン＜前編＞          | 香香厨房 PASEO店                                       | 4月19日        |
| 第3話  | 春と恋とジンギスカン＜後編＞          | 夜空のジンギスカン すすきの交差点前                    | 4月26日        |
| 第4話  | 夏と恋とカンパイ！＜前編＞            | BAR STARS 2003                                         | 5月3日         |
| 第5話  | 夏と恋とカンパイ！＜後編＞            | 串鳥 札幌駅前店                                        | 5月10日        |
| 第6話  | 甘くて切ない秋の恋＜前編＞            | -                                                      | 5月17日        |
| 第7話  | 甘くて切ない秋の恋＜後編＞            | 京王プラザホテル札幌 ペストリーブティック ポピンズ     | 5月24日        |
| 第8話  | 恋は冷めないうちに❤＜前編＞           | 風月 狸小路2丁目店                                     | 5月31日        |
| 第9話  | 恋は冷めないうちに❤＜後編＞           | 風月 狸小路2丁目店                                     | 6月7日         |
| 第10話 | 成熟は一日にしてならず＜前編＞        | 果実倶楽部818                                          | 6月14日        |
| 第11話 | 成熟は一日にしてならず＜後編＞        | 徳寿 K-Place                                           | 6月21日        |
| 第12話 | アラサー女子の恋とごはん              | 鮨しょう                                               | 6月28日        |
| 第2期  |                                       |                                                        |                |
| 第13話 | おもてなしは海の幸＜前編＞            | セイコーマート 大通ビッセ店                            | 2018年 7月3日  |
| 第14話 | おもてなしは海の幸＜後編＞            | 炙屋総本店                                             | 7月10日        |
| 第15話 | ガッツリ肉×肉デート＜前編＞           | さっぽろテレビ塔                                       | 7月17日        |
| 第16話 | ガッツリ肉×肉デート＜中編＞           | カフェドＫ                                             | 7月24日        |
| 第17話 | ガッツリ肉×肉デート＜後編＞           | -                                                      | 7月31日        |
| 第18話 | ふたりでごはんをいつまでも＜前編＞    | ろまん亭 澄川本店                                      | 8月7日         |
| 第19話 | ふたりでごはんをいつまでも＜後編＞    | 札幌グランドホテル ラウンジ・バー オールドサルーン1934 | 8月14日        |
| 第20話 | 心にじわり、恋煩い＜前編＞            | 百味千菜（サザエ）札幌エスタ店                         | 8月21日        |
| 第21話 | 心にじわり、恋煩い＜後編＞            | -                                                      | 8月28日        |
| 第22話 | いとしさとせつなさに包まれて＜前編＞  | 雪印パーラー 本店                                      | 9月4日         |
| 第23話 | いとしさとせつなさに包まれて＜中編＞  | -                                                      | 9月11日        |
| 第24話 | いとしさとせつなさに包まれて＜後編＞  | どんぐり 大通店                                        | 9月18日        |
| 第3期  |                                       |                                                        |                |
| 第25話 | 大人女子のお酒のたしなみ！？＜前編＞  | 松尾ジンギスカン 札幌宮の森店                          | 2019年 9月4日  |
| 第26話 | 大人女子のお酒のたしなみ!? ＜中編＞   | 丸美珈琲店 sitatte sapporo                             | 9月11日        |
| 第27話 | 大人女子のお酒のたしなみ!? ＜後編＞   | 北海道産酒BARかま田                                    | 9月18日        |
| 第28話 | 冒険は人生のスパイス＜前編＞          | さっぽろ西町ハム工房 直売所                            | 9月25日        |
| 第29話 | 冒険は人生のスパイス＜中編＞          | 札幌スープカレー すあげプラス                          | 10月1日        |
| 第30話 | 冒険は人生のスパイス＜後編＞          | -                                                      | 10月8日        |
| 第31話 | ソウルフードでパワーチャージ‼＜前編＞ | 美しが丘TSUTAYA MORIHICO                               | 10月15日       |
| 第32話 | ソウルフードでパワーチャージ‼＜後編＞ | 自宅で餃子定食                                         | 10月22日       |
| 第33話 | 泣いて笑ってごはんを食べて＜前編＞    | 鉄板焼やまなみ                                         | 10月29日       |
| 第34話 | 泣いて笑ってごはんを食べて＜中編＞    | ITALIAN×SPANISH パール・グラニタ                       | 11月5日        |
| 第35話 | 泣いて笑ってごはんを食べて＜後編＞    | さっぽろテレビ塔                                       | 11月12日       |
| 第36話 | 華麗なる女子旅のススメ                | 定山渓万世閣ミリオーネ                                 | 11月19日       |

### 放送局
| 放送期間                | 放送時間                 | 放送局         | 対象地域 | 備考 |
| ----------------------- | ------------------------ | -------------- | -------- | ---- |
| 2017年4月12日 - 6月28日 | 水曜 21時54分 - 22時00分 | 北海道文化放送 | 北海道   |      |

| 放送期間               | 放送時間                 | 放送局         | 対象地域 | 備考                   |
| ---------------------- | ------------------------ | -------------- | -------- | ---------------------- |
| 2018年7月3日 - 9月18日 | 火曜 21時54分 - 22時00分 | 北海道文化放送 | 北海道   | 初回のみ22時48分に放送 |

| 放送期間                | 放送時間                 | 放送局         | 対象地域 | 備考                          |
| ----------------------- | ------------------------ | -------------- | -------- | ----------------------------- |
| 2019年9月4日 - 11月19日 | 水曜 21時54分 - 22時00分 | 北海道文化放送 | 北海道   | 10月1日より火曜日に放送日変更 |